# Cleveland (circonscription du Parlement européen)
Pour les articles homonymes, voir Cleveland (homonymie).
Cleveland étaient une circonscription du Parlement européen couvrant Cleveland et certaines parties du North Yorkshire en Angleterre.
Avant l’adoption uniforme de la représentation proportionnelle en 1999, le Royaume-Uni utilisait le système uninominal à un tour pour les élections européennes en Angleterre, en Écosse et au pays de Galles. Les conscriptions du Parlement européen utilisées dans ce système étaient plus petites que les circonscriptions régionales les plus récentes et ne comptaient chacune qu'un seul membre au Parlement européen.

## Limites
Lors de sa création en Angleterre en 1979, il se composait des circonscriptions du Parlement de Westminster de Cleveland and Whitby, Hartlepool, Middlesbrough, Redcar, Richmond (Yorkshire), Scarborough, Stockton-on-Tees et Thornaby. En 1984, presque tout le siège est devenu une partie de la nouvelle circonscription de Cleveland and Yorkshire North.

## Membre du Parlement européen
| Élection                                       | Élection | Portrait | Membre            | Parti        |
| ---------------------------------------------- | -------- | -------- | ----------------- | ------------ |
|                                                | 1979     |          | Sir Peter Vanneck | Conservateur |
| Cleveland and Yorkshire North à partir de 1984 |          |          |                   |              |

## Résultats des élections
Les candidats élus sont indiqués en gras.
| Parti         | Parti                                  | Candidat          | Voix    | %    | ± |
| ------------- | -------------------------------------- | ----------------- | ------- | ---- | - |
|               | Conservateur                           | Sir Peter Vanneck | 76,514  | 50,6 | ' |
|               | Travailliste                           | Ernest Wistrich   | 51,688  | 34,1 |   |
|               | Liberal                                | Michael Pitts     | 18,125  | 12,0 |   |
|               | Indépendant                            | S. C. Hill        | 4,960   | 3,3  |   |
| Majorité      | Majorité                               | Majorité          | 24,826  | 16,5 |   |
| Participation | Participation                          | Participation     | 151,287 | 28,2 |   |
|               | Conservateur vainqueur (nouveau siège) |                   |         |      |   |